# NGC 1249
NGC 1249 ist eine Balken-Spiralgalaxie vom Hubble-Typ SBc im Sternbild Horologium am Südsternhimmel. Sie ist schätzungsweise 41 Millionen Lichtjahre von der Milchstraße entfernt, hat einen Durchmesser von etwa 65.000 Lichtjahren und wird von der Zwerggalaxie 6dFGS gJ031016.3-531953 begleitet. Gemeinsam mit vier weiteren Galaxien bildet sie die IC 1954-Gruppe (LGG 93).
Das Objekt wurde am 5. Dezember 1834 von John Herschel entdeckt.